# Eva Simons
Eva Simons, född 25 april 1984 i Amsterdam, är en nederländsk sångerska. Hon blev först känd 2004 då hon var med och vann den nederländska versionen av Popstars som medlem i gruppen Raffish. Sedan gruppen upplösts påbörjade Simons en solokarriär år 2009.
Simons var från 2014 till 2016 gift med DJ:en Sidney Samson.

## Karriär
Eva Simons kom från en musikalisk familj. Hennes far var pianist och hennes mor var sångerska. Hon har själv spelat piano sedan hon var liten. Hon påbörjade sin musikkarriär i gruppen Rebel Rebel som bildades 1999. De släppte ett par singlar men blev aldrig riktigt kända. Några år senare gick hon med i gruppen Raffish. Gruppen blev känd 2004 för singeln "Plaything" som toppade den nederländska singellistan. Gruppen släppte endast ett album med titeln How Raffish Are You? innan den upplöstes år 2006.
År 2009 påbörjade hon en solokarriär. Debutsingeln "Silly Boy" blev framgångsrik inte bara i Nederländerna utan även i Österrike, Sverige och Australien. År 2010 var hon med på låten "Take Over Control" av Afrojack som också den blev populär utomlands. Förutom dessa två singlar har hon varit gäst på album från flera kända artister som Chris Brown, M. Pokora, Roll Deep, will.i.am och LMFAO.

## Diskografi

### Singles
- 2009 – "Silly Boy"
- 2010 – "Take Over Control" (med Afrojack)

### Musikvideor
- "Silly Boy" släpptes den 30 juli 2009.
- "Take Over Control" släpptes den 12 oktober 2010.